# Can Gussinyé
Can Gussinyé és un edifici noucentista de Banyoles (Pla de l'Estany) que forma part de l'Inventari del Patrimoni Arquitectònic de Catalunya.

## Descripció
Entre els edificis noucentistes de Banyoles Can Gussinyé sobresurt amb llum pròpia. Es tracta d'un habitatge unifamiliar amb planta baixa i pis -amb coberta a dues vessants-. Malgrat l'adscripció al moviment d'inicis de segle, s'observa un marcat gust italianitzant. Això es palès en els òculs del primer pis i, sobretot, en l'arcada que s'ha utilitzat com a solució per l'entrada (arcs de mig punt amb motllures i columna de fust llis). El classicisme d'aquests elements també apareix a la cantonada. Diferent resulta el tractament dels balcons, realitzats amb fusta i amb un aire centreeuropeu. Una torre octogonal, de dimensions considerables, emergeix del centre de la casa, constitueix en un altell privilegiat. Destaquem el ràfec molt marcat, especialment en la zona del balcó que mira a llevant. Una certa vessant populista i domèstica del conjunt compensa la seva monumentalitat.